# Pamphobeteus nigricolor
Pamphobeteus nigricolor är en spindelart som först beskrevs av Anton Ausserer 1875.  Pamphobeteus nigricolor ingår i släktet Pamphobeteus och familjen fågelspindlar. Inga underarter finns listade i Catalogue of Life.